# Кривая (Свердловская область)
Кривая — деревня в Ирбитском муниципальном образовании Свердловской области России. 

## Географическое положение
Деревня Кривая расположена в 13 километрах (по дороге в 15 километрах) к северу-северо-западу от города Ирбита, на правом берегу реки Ницы. Через деревню проходит автодорога Алапаевск — Ирбит.